# Berthoin
Berthoin je priimek več oseb:    
- Désiré-Hyacinthe Berthoin, francoski rimskokatoliški škof
- Jean Berthoin, francoski politik